# Bob Larson
Bob Larson, född 28 maj 1944, är en amerikansk radioevangelist och exorcist. Han har gjort sig känd för sitt radioprogram Talk-Back och sina böcker om ockultism, sekter, rockmusik och satanism. Han har också arrangerat och deltagit i två debatter mot Nikolas Schreck och Zeena Lavey (den första när de företrädde Church of Satan och den andra under deras tid i Temple of Set). Han har också publicerat romaner om satanistiska rituella övergrepp.